# (17579) Lewkopelew
(17579) Lewkopelew (1994 TQ16) – planetoida z pasa głównego asteroid okrążająca Słońce w ciągu 3,6 lat w średniej odległości 2,35 j.a. Odkryta 5 października 1994 roku.